# Viggo Hjalf
Carl Viggo Hjalf (13. juli 1900 i Nyborg – 28. marts 1985) var en dansk generalløjtnant, der var hærchef 1957-1960.
Viggo Hjalf blev premierløjtnant 1921, kaptajnløjtnant 1932 og kaptajn 1935. Hjalf var efter tyskernes internering af hær og flåde den 29. august 1943 chef for den illegale hærledelse, den såkaldte lille generalstab, der fastholdt loyaliteten over for de gamle samarbejdspolitikere. Dermed kom Hjalf i modsætning til dele af modstandsbevægelsen.
Efter krigen blev han oberstløjtnant af artilleriet 1945, chef for 2. artilleriafdeling 1948, til rådighed for 1. feltartilleriregiment samme år, chef for generalstabens kommandoafdeling 1949, chef for Hærens Officersskole 1950, oberst 1951, chef for 3. feltartilleriregiment 1954, generalmajor og generalinspektør for artilleriet 1956.
1957 blev han generalløjtnant og udnævnt til øverstkommanderende for Hæren. I 1960 måtte han forlade posten som følge af den såkaldte Hjalf-sag, hvor han tog ansvaret for den skæve fordeling af våben mellem hærgrupper og civile modstandsgrupper, som hans kollega i Den lille Generalstab, daværende kaptajn Svend Schjødt-Eriksen havde iværksat. Sagens kerne var 3.000 maskinpistoler, som blev indkøbt i Sverige af Den lille Generalstab, og de forfordelte grupper var især BOPA og Holger Danske, som på egen hånd måtte risikere liv og lemmer for at skaffe våben ved enten at handle med korrupte tyskere eller at stjæle våben.
Hjalf indrømmede og forsvarede den skæve våbenfordeling til fordel for officersgrupperne med frygten for et kommunistisk kup; det gjorde ham til en belastning for regeringen, der i 1960 valgte ikke at forny Hjalfs kontrakt som hærchef. Han tog sin afsked fra Forsvaret 1965.
Hjalf-sagens mest kontroversielle element var den injuriesag, som Viggo Hjalf anlagde mod avisen Land og Folks chefredaktør Martin Nielsen i 1960. Avisen havde nemlig i sin udgave den 17. marts 1960 skrevet, at Hjalf i sine kommentarer til den måde, våbenfordelingen var foregået på, ville fremstille sig som en "helt, ikke i kamp for fædrelandet, men i landsforræderi og i hvert fald indirekte i medskyldighed i mord på landsmænd under den tyske besættelse ved at forholde modstandsbevægelsen de våben, der tilsendtes den via Sverige". Udgangen på injuriesagen blev, at Martin Nielsen blev idømt tre måneders fængsel og skulle betale en erstatning på 25.000 kroner til Hjalf.
Formand for Artilleriofficersforeningen 1951-53 og for Fællesorganisationen af Officerer i Hæren 1956-57. Han var Storkorsridder af Dannebrog og Dannebrogsmand.